# Parcours du Paris Saint-Germain dans les coupes nationales
Cette page présente le bilan du Paris Saint-Germain Football Club dans les coupes nationales.
Le PSG est le club français ayant remporté le plus grand nombre de coupes nationales : 9 coupes de la Ligue (1995, 1998, 2008, 2014, 2015, 2016, 2017, 2018 et 2020) et 16 coupes de France (1982, 1983, 1993, 1995, 1998, 2004, 2006, 2010, 2015, 2016, 2017, 2018, 2020, 2021, 2024, et 2025).
Le PSG est également le 1er club à avoir remporté la Coupe de la Ligue (1994/1995)
ALLER PARIS

## Coupe de la Ligue
| Saison    | Seizième de finale             | Huitième de finale              | Quart de finale                  | Demi-finale                       | Finale                         |
| --------- | ------------------------------ | ------------------------------- | -------------------------------- | --------------------------------- | ------------------------------ |
| 1994-1995 | PSG 1-0 AJ Auxerre (D1)        | PSG 2-1 O. lyonnais (D1)        | PSG 3-0 Toulouse FC (D2)         | (D1) Le Havre AC 0-1 PSG          | PSG 2-0 SC Bastia (D1)         |
| 1995-1996 | (D1) EA Guingamp 2-1 PSG       |                                 |                                  |                                   |                                |
| 1996-1997 | (D1) O. lyonnais 2-1 PSG       |                                 |                                  |                                   |                                |
| 1997-1998 | PSG 1-0 O. lyonnais (D1)       | PSG 2-0 Montpellier HSC (D1)    | PSG 1-0 FC Metz (D1)             | PSG 2-1 RC Lens (D1)              | PSG 2-2 (4-2) G. Bordeaux (D1) |
| 1998-1999 | PSG 1-0 AS Saint-Étienne (D2)  | (D1) AS Monaco 0-0 (2-3) PSG    | PSG 0-2 Montpellier HSC (D1)     |                                   |                                |
| 1999-2000 | PSG 4-3 US Créteil-L. (D2)     | (D2) LB Châteauroux 0-1 PSG     | PSG 3-0 AS Nancy-Lorraine (D1)   | PSG 4-2 SC Bastia (D1)            | (D2) FC Gueugnon 2-0 PSG       |
| 2000-2001 | (D2) AS Nancy-Lorraine 3-1 PSG |                                 |                                  |                                   |                                |
| 2001-2002 | (D1) ESTAC Troyes 0-4 PSG      | PSG 3-1 EA Guingamp (D1)        | PSG 1-1 (4-3) AS Nancy-L. (D2)   | PSG 0-1 G. Bordeaux (D1)          |                                |
| 2002-2003 | PSG 2-3 FC Nantes (L1)         |                                 |                                  |                                   |                                |
| 2003-2004 | (L2) FC Gueugnon 1-1 (3-2) PSG |                                 |                                  |                                   |                                |
| 2004-2005 | (L1) O. Marseille 2-3 PSG      | (L2) Montpellier HSC 1-0 PSG    |                                  |                                   |                                |
| 2005-2006 | PSG 4-1 ESTAC Troyes (L1)      | (L1) Toulouse FC 2-0 PSG        |                                  |                                   |                                |
| 2006-2007 | PSG 3-1 FC Lorient (L1)        | (L1) O. lyonnais 2-1 PSG        |                                  |                                   |                                |
| 2007-2008 | (L1) FC Lorient 0-3 PSG        | PSG 2-0 Montpellier HSC (L2)    | PSG 4-0 Valenciennes FC (L1)     | PSG 3-2 AJ Auxerre (L1)           | (L1) RC Lens 1-2 PSG           |
| 2008-2009 | (L1) AS Monaco 0-1 PSG         | PSG 2-0 AS Nancy-Lorraine (L1)  | PSG 2-0 RC Lens (L2)             | PSG 0-3 G. Bordeaux (L1)          |                                |
| 2009-2010 | (L1) US Boulogne 0-1 PSG       | (L2) EA Guingamp 1-0 PSG        |                                  |                                   |                                |
| 2010-2011 | Exempt                         | (L1) O. lyonnais 1-2 (ap) PSG   | (L1) Valenciennes FC 1-3 PSG     | (L1) Montpellier HSC 1-0 (ap) PSG |                                |
| 2011-2012 | Exempt                         | (L1) Dijon FCO 3-2 PSG          |                                  |                                   |                                |
| 2012-2013 | Exempt                         | PSG 2-0 O. Marseille (L1)       | (L1) AS St-Étienne 0-0 (5-3) PSG |                                   |                                |
| 2013-2014 | Exempt                         | PSG 2-1 (ap) AS St-Étienne (L1) | (L1) G. Bordeaux 1-3 PSG         | (L1) FC Nantes 1-2 PSG            | (L1) O. lyonnais 1-2 PSG       |
| 2014-2015 | Exempt                         | (L2) AC Ajaccio 1-3 PSG         | (L1) AS Saint-Étienne 0-1 PSG    | (L1) Lille OSC 0-1 PSG            | (L1) SC Bastia 0-4 PSG         |
| 2015-2016 | Exempt                         | PSG 1-0 AS Saint-Étienne (L1)   | PSG 2-1 O. lyonnais (L1)         | PSG 2-0 Toulouse FC (L1)          | PSG 2-1 Lille OSC (L1)         |
| 2016-2017 | Exempt                         | PSG 3-1 Lille OSC (L1)          | PSG 2-0 FC Metz (L1)             | (L1) G. Bordeaux 1-4 PSG          | PSG 4-1 AS Monaco (L1)         |
| 2017-2018 | Exempt                         | (L1) RC Strasbourg 2-4 PSG      | (L1) Amiens SC 0-2 PSG           | (L1) Rennes 2-3 PSG               | PSG 3-0 AS Monaco (L1)         |
| 2018-2019 | Exempt                         | (L2) US Orléans 1-2 PSG         | PSG 1-2 EA Guingamp (L1)         |                                   |                                |
| 2019-2020 | Exempt                         | (L2) Le Mans FC 1-4 PSG         | PSG 6-1 AS Saint-Étienne (L1)    | (L1) Stade de Reims 0-3 PSG       | PSG 0-0 (6-5) O. lyonnais (L1) |
| Saison    | Seizième de finale             | Huitième de finale              | Quart de finale                  | Demi-finale                       | Finale                         |

Légende : (-) = Tirs au but (avec prolongation préalable) ; (ap) = après prolongation.
      Victoire finale ;       Qualification ;       Élimination

### Bilan des confrontations en Coupe de la Ligue
| Club                       | Matchs | V  | N | D  | Bp  | Bc | Diff | Premier match                                | Dernier match                                |
| -------------------------- | ------ | -- | - | -- | --- | -- | ---- | -------------------------------------------- | -------------------------------------------- |
| Olympique lyonnais         | 7      | 5  | 0 | 2  | 11  | 8  | +3   | Coupe de la Ligue 1994-1995, 8e finale       | Coupe de la Ligue 2015-2016, Quart de finale |
| Montpellier HSC            | 5      | 2  | 0 | 3  | 4   | 4  | 0    | Coupe de la Ligue 1997-1998, 8e finale       | Coupe de la Ligue 2010-2011, Demi-finale     |
| AS Saint-Étienne           | 6      | 5  | 1 | 0  | 11  | 2  | +9   | Coupe de la Ligue 1998-1999, 16e finale      | Coupe de la Ligue 2019-2020, Quart de finale |
| Girondins de Bordeaux      | 5      | 2  | 1 | 2  | 9   | 8  | +1   | Coupe de la Ligue 1997-1998, Finale          | Coupe de la Ligue 2016-2017,                 |
| AS Nancy-Lorraine          | 4      | 2  | 1 | 1  | 7   | 4  | +3   | Coupe de la Ligue 1999-2000, Quart de finale | Coupe de la Ligue 2008-2009, 8e finale       |
| AS Monaco                  | 4      | 3  | 1 | 0  | 8   | 1  | +7   | Coupe de la Ligue 1998-1999, 8e finale       | Coupe de la Ligue 2017-2018, Finale          |
| EA Guingamp                | 4      | 1  | 0 | 3  | 5   | 6  | -1   | Coupe de la Ligue 1995-1996, 16e finale      | Coupe de la Ligue 2018-2019, Quart de finale |
| 4 clubs à 3 confrontations | 12     | 11 | 0 | 1  | 27  | 8  | +19  | -                                            | -                                            |
| 8 clubs à 2 confrontations | 16     | 13 | 1 | 2  | 38  | 14 | +24  | -                                            | -                                            |
| 12 clubs à 1 confrontation | 12     | 11 | 0 | 1  | 30  | 13 | +17  | -                                            | -                                            |
| Total                      | 75     | 55 | 5 | 15 | 150 | 68 | +82  |                                              |                                              |

| Résultat              | Nombre |
| --------------------- | ------ |
| Vainqueur             | 9      |
| Finaliste             | 1      |
| Demi-finaliste        | 3      |
| Quart de finaliste    | 3      |
| Huitième de finaliste | 5      |
| Seizième de finaliste | 5      |
| Total                 | 25     |

## Coupe de France
| Saison | Saison                     | 5e tour                     | 6e tour                   | 7e tour                                         | Trente-deuxième de finale                         | Seizième de finale                                   | Huitième de finale                           | Quart de finale                                | Demi-finale                                    | Finale                           |
| ------ | -------------------------- | --------------------------- | ------------------------- | ----------------------------------------------- | ------------------------------------------------- | ---------------------------------------------------- | -------------------------------------------- | ---------------------------------------------- | ---------------------------------------------- | -------------------------------- |
| 1      | 1970-1971                  | (DH) FC Dieppe 0-1 PSG      | PSG 1-0 AS Étaples (PH)   | N'existe pas                                    | (D3) CS Louhans-C. 2-1 PSG                        |                                                      |                                              |                                                |                                                |                                  |
| 2      | 1971-1972                  | Exempt                      | Exempt                    | N'existe pas                                    | (D2) Valenciennes-A. 1-0 PSG                      |                                                      |                                              |                                                |                                                |                                  |
| 3      | 1972-1973                  | PSG 8-0 Stade français (DH) | (DH) AS Cherbourg 0-1 PSG | PSG 2-2 (ap) Beauvais (DH) (r) Beauvais 1-2 PSG | (D2) FC Rouen 4-0 PSG                             |                                                      |                                              |                                                |                                                |                                  |
| 4      | 1973-1974                  | Exempt                      | PSG 1-0 VS Chartres (DH)  | (D3) Le Havre AC 2-6 PSG                        | PSG 1-0 US Dunkerque (D2)                         | (D1) AS Nancy-L. 1-2 PSG 2-2 AS Nancy-L.             | (D1) FC Metz 0-2 PSG 2-1 FC Metz             | PSG 0-5 S. de Reims (D1) S. de Reims 2-2 PSG   |                                                |                                  |
| 5      | 1974-1975                  | Exempt                      | Exempt                    | Exempt                                          | PSG 2-2 (ap) Saint-Dié (D3) (r) PSG 4-0 Saint-Dié | (D2) FC Sète 2-4 PSG 4-0 FC Sète                     | (D1) FC Sochaux-M. 0-3 PSG 2-0 FC Sochaux-M. | (D1) O. Marseille 2-2 PSG 2-0 O. Marseille     | (D1) RC Lens 3-2 PSG                           |                                  |
| 6      | 1975-1976                  | Exempt                      | Exempt                    | Exempt                                          | PSG 3-1 ASC Essonnes (D3)                         | (D1) RC Lens 0-3 PSG 1-1 RC Lens                     | PSG 3-0 FC Sète (D2) FC Sète 2-2 PSG         | PSG 1-1 O. lyonnais (D1) O. lyonnais 2-0 PSG   |                                                |                                  |
| 7      | 1976-1977                  | Exempt                      | Exempt                    | Exempt                                          | PSG 7-1 Fontainebleau (D2)                        | (D2) SM Caen 0-2 PSG 3-2 SM Caen                     | (D1) FC Sochaux-M. 1-0 PSG 2-1 FC Sochaux-M. |                                                |                                                |                                  |
| 8      | 1977-1978                  | Exempt                      | Exempt                    | Exempt                                          | PSG 2-0 SC Toulon (D2)                            | (D1) OGC Nice 2-1 PSG 3-3 OGC Nice                   |                                              |                                                |                                                |                                  |
| 9      | 1978-1979                  | Exempt                      | Exempt                    | Exempt                                          | PSG 6-1 Bourg s. la R. (D3)                       | (D1) AS Monaco 2-1 PSG 1-4 AS Monaco                 |                                              |                                                |                                                |                                  |
| 10     | 1979-1980                  | Exempt                      | Exempt                    | Exempt                                          | PSG 2-0 AS Creil (D3)                             | PSG 0-2 RC Lens (D1) RC Lens 1-1 PSG                 |                                              |                                                |                                                |                                  |
| 11     | 1980-1981                  | Exempt                      | Exempt                    | Exempt                                          | PSG 2-0 Stade rennais (D2)                        | (D1) FC Nantes 2-0 PSG 5-3 FC Nantes                 |                                              |                                                |                                                |                                  |
| 12     | 1981-1982                  | Exempt                      | Exempt                    | Exempt                                          | PSG 1-1 (4-3) Nîmes O. (D2)                       | (D2) Nœux-les-Mines 0-1 PSG 2-0 Nœux-les-Mines       | (D2) O. Marseille 0-1 PSG 3-1 O. Marseille   | PSG 2-0 G. Bordeaux (D1) G. Bordeaux 2-1 PSG   | PSG 0-0 (2-1) Tours FC (D1)                    | (D1) ASSE 2-2 (5-6) PSG          |
| 13     | 1982-1983                  | Exempt                      | Exempt                    | Exempt                                          | PSG 2-0 AC Chaumont (D3)                          | PSG 2-0 SC Abbeville (D2) SC Abbeville 1-0 PSG       | (D1) RC Strasbourg 0-2 PSG 5-2 RC Strasbourg | (D1) Stade brestois 2-1 PSG 2-0 Stade brestois | PSG 4-0 Tours FC (D1) Tours FC 3-3 PSG         | PSG 3-2 FC Nantes (D1)           |
| 14     | 1983-1984                  | Exempt                      | Exempt                    | Exempt                                          | (D2) FC Mulhouse 1-0 PSG                          |                                                      |                                              |                                                |                                                |                                  |
| 15     | 1984-1985                  | Exempt                      | Exempt                    | Exempt                                          | PSG 0-0 (8-7) Montpellier (D2)                    | (D2) Le Havre AC 2-2 PSG 2-1 Le Havre AC             | (D1) AS Nancy-L. 2-1 PSG 4-0 AS Nancy-L.     | PSG 1-0 FC Nantes (D1) FC Nantes 0-1 PSG       | (D1) Toulouse FC 2-0 PSG 2-0 (5-3) Toulouse FC | (D1) AS Monaco 1-0 PSG           |
| 16     | 1985-1986                  | Exempt                      | Exempt                    | Exempt                                          | PSG 2-0 Dijon FC (D3)                             | PSG 2-1 Montpellier PSC (D2) Montpellier PSC 1-1 PSG | PSG 1-0 FC Mulhouse (D2) FC Mulhouse 1-2 PSG | (D1) RC Lens 2-1 PSG 2-0 RC Lens               | PSG 1-1 G. Bordeaux (D1) G. Bordeaux 2-1 PSG   |                                  |
| 17     | 1986-1987                  | Exempt                      | Exempt                    | Exempt                                          | PSG 2-0 AS Nancy-L. (D1)                          | PSG 0-0 RC Strasbourg (D2) RC Strasbourg 1-0 PSG     |                                              |                                                |                                                |                                  |
| 18     | 1987-1988                  | Exempt                      | Exempt                    | Exempt                                          | PSG 1-0 AS Libourne (D3)                          | PSG 1-3 FC Sochaux-M. (D2) FC Sochaux-M. 3-0 PSG     |                                              |                                                |                                                |                                  |
| 19     | 1988-1989                  | Exempt                      | Exempt                    | Exempt                                          | PSG 3-0 I. Clairefontaine (D3)                    | (D3) EDS Montluçon 0-1 PSG 5-1 EDS Montluçon         | PSG 0-4 US Orléans (D2) US Orléans 3-3 PSG   |                                                |                                                |                                  |
| 20     | 1989-1990                  | Exempt                      | Exempt                    | Exempt                                          | (D2) Valenciennes-A. 1-0 PSG                      |                                                      |                                              |                                                |                                                |                                  |
| 21     | 1990-1991                  | Exempt                      | Exempt                    | Exempt                                          | (D3) ES Wasquehal 0-1 PSG                         | PSG 1-0 FC Bourges (D2)                              | PSG 0-2 O. Marseille (D1)                    |                                                |                                                |                                  |
| 22     | 1991-1992                  | Exempt                      | Exempt                    | Exempt                                          | (D3) USG Boulogne 1-4 PSG                         | (D1) AS Nancy-L. 3-2 PSG                             |                                              |                                                |                                                |                                  |
| 23     | 1992-1993                  | Exempt                      | Exempt                    | Exempt                                          | (D1) Strasbourg 0-1 (ap) PSG                      | (D2) FC Annecy 0-1 PSG                               | (D1) AS Monaco 0-1 PSG                       | PSG 2-0 G. Bordeaux (D1)                       | PSG 1-0 Stade Lavallois (D2)                   | PSG 3-0 FC Nantes A. (D1)        |
| 24     | 1993-1994                  | Exempt                      | Exempt                    | Exempt                                          | (HR) C. St-Étienne 0-10 PSG                       | (DH) CS Avion 1-4 (ap) PSG                           | (D3) EA Guingamp 0-1 PSG                     | PSG 1-2 RC Lens (D1)                           |                                                |                                  |
| 25     | 1994-1995                  | Exempt                      | Exempt                    | Exempt                                          | PSG 3-1 (ap) S. rennais (D1)                      | (D1) FC Martigues 0-1 PSG                            | (D1) Le Havre 0-0 (3-4) PSG                  | (D2) AS Nancy-L. 0-2 PSG                       | PSG 2-0 O. Marseille (D2)                      | PSG 1-0 RC Strasbourg (D1)       |
| 26     | 1995-1996[réf. nécessaire] | Exempt                      | Exempt                    | Exempt                                          | PSG 3-1 Châteauroux (D2)                          | PSG 2-0 Angers SCO (D2)                              | (D1) AJ Auxerre 3-1 PSG                      |                                                |                                                |                                  |
| 27     | 1996-1997[réf. nécessaire] | Exempt                      | Exempt                    | Exempt                                          | (N1) Besançon RC 0-3 PSG                          | (N2) US Fécamp 0-2 PSG                               | (N2) Clermont F. 4-4 (4-3) PSG               |                                                |                                                |                                  |
| 28     | 1997-1998                  | Exempt                      | Exempt                    | Exempt                                          | (NAT) CSC Thouars 1-3 PSG                         | (D1) FC Lorient 0-1 PSG                              | (CFA) Pau FC 0-1 (ap) PSG                    | PSG 1-0 AS Monaco (D1)                         | PSG 1-0 EA Guingamp (D1)                       | PSG 2-1 RC Lens (D1)             |
| 29     | 1998-1999                  | Exempt                      | Exempt                    | Exempt                                          | (NAT) Thouars F. 1-2 (ap) PSG                     | PSG 1-1 (4-5) FC Nantes (D1)                         |                                              |                                                |                                                |                                  |
| 30     | 1999-2000                  | Exempt                      | Exempt                    | Exempt                                          | (CFA) Limoges F. 87 3-4 PSG                       | (CFA2) Baume-l.-D. 0-2 PSG                           | (D1) RC Strasbourg 1-0 PSG                   |                                                |                                                |                                  |
| 31     | 2000-2001[réf. nécessaire] | Exempt                      | Exempt                    | Exempt                                          | (NAT) Thouars F. 0-2 (ap) PSG                     | PSG 0-4 AJ Auxerre (D1)                              |                                              |                                                |                                                |                                  |
| 32     | 2001-2002                  | Exempt                      | Exempt                    | Exempt                                          | (DH) S. luçonnais 0-2 PSG                         | (CFA2) AS Yzeure 0-1 PSG                             | PSG 1-1 (7-6) Marseille (D1)                 | PSG 0-1 FC Lorient (D1)                        |                                                |                                  |
| 33     | 2002-2003[réf. nécessaire] | Exempt                      | Exempt                    | Exempt                                          | (NAT) Besançon 0-1 (ap) PSG                       | PSG 2-1 (ap) O. Marseille (L1)                       | (L2) Stade lavallois 0-1 PSG                 | (NAT) FC Martigues 0-1 PSG                     | PSG 2-0 G. Bordeaux (L1)                       | PSG 1-2 AJ Auxerre (L1)          |
| 34     | 2003-2004[réf. nécessaire] | Exempt                      | Exempt                    | Exempt                                          | PSG 3-2 (ap) E. Troyes (L2)                       | (L1) O. Marseille 1-2 (ap) PSG                       | PSG 2-0 A. bayonnais (CFA)                   | (CFA) ESA Brive 1-2 PSG                        | (L1) FC Nantes 1-1 (3-4) PSG                   | PSG 1-0 LB Châteauroux (L2)      |
| 35     | 2004-2005                  | Exempt                      | Exempt                    | Exempt                                          | (DSR) US Langueux 1-6 PSG                         | PSG 3-1 (ap) Bordeaux (L1)                           | (L1) AJ Auxerre 3-2 PSG                      |                                                |                                                |                                  |
| 36     | 2005-2006                  | Exempt                      | Exempt                    | Exempt                                          | (DH) US Vermelles 0-4 PSG                         | PSG 1-0 AJ Auxerre (L1)                              | (CFA) Lyon-Duchère 0-3 PSG                   | PSG 2-1 Lille OSC (L1)                         | (L1) FC Nantes A. 1-2 PSG                      | (L1) O. Marseille 1-2 PSG        |
| 37     | 2006-2007                  | Exempt                      | Exempt                    | Exempt                                          | PSG 3-0 Nîmes O. (NAT)                            | PSG 1-0 FC Gueugnon (L2)                             | PSG 1-0 Valenciennes (L1)                    | (L1) FC Sochaux-M. 2-1 PSG                     |                                                |                                  |
| 38     | 2007-2008                  | Exempt                      | Exempt                    | Exempt                                          | (CFA) SA Épinal 0-2 PSG                           | (CFA2) Poiré-sur-V. 1-3 PSG                          | PSG 2-1 SC Bastia (L2)                       | (CFA2) Carquefou 0-1 PSG                       | (L2) Amiens SC 0-1 PSG                         | (L1) O. lyonnais 1-0 (ap) PSG    |
| 39     | 2008-2009                  | Exempt                      | Exempt                    | Exempt                                          | (CFA) Montluçon 0-1 PSG                           | (CFA) GFC Ajaccio 0-3 PSG                            | (NAT) Rodez AF 3-1 (ap) PSG                  |                                                |                                                |                                  |
| 40     | 2009-2010                  | Exempt                      | Exempt                    | Exempt                                          | PSG 5-0 Aubervilliers (CFA2)                      | PSG 3-1 Évian TG (NAT)                               | (CFA) Vesoul HSF 0-1 PSG                     | (L1) AJ Auxerre 0-0 (5-6) PSG                  | (CFA) US Quevilly 0-1 PSG                      | (L1) AS Monaco 0-1 (ap) PSG      |
| 41     | 2010-2011                  | Exempt                      | Exempt                    | Exempt                                          | PSG 5-1 RC Lens (L1)                              | (CFA2) SU Agen 2-3 PSG                               | (CFA) FC Martigues 1-4 PSG                   | PSG 2-0 (ap) Le Mans (L2)                      | (L2) Angers SCO 1-3 PSG                        | PSG 0-1 Lille OSC (L1)           |
| 42     | 2011-2012[réf. nécessaire] | Exempt                      | Exempt                    | Exempt                                          | (CFA2) SC Locminé 1-2 PSG                         | (CFA2) Sablé FC 0-4 PSG                              | (L1) Dijon FCO 0-1 PSG                       | PSG 1-3 O. lyonnais (L1)                       |                                                |                                  |
| 43     | 2012-2013                  | Exempt                      | Exempt                    | Exempt                                          | (CFA2) Arras 3-4 PSG                              | PSG 3-1 Toulouse FC (L1)                             | PSG 2-0 O. Marseille (L1)                    | (L1) Évian TG 1-1 (4-1) PSG                    |                                                |                                  |
| 44     | 2013-2014                  | Exempt                      | Exempt                    | Exempt                                          | (L2) Stade brestois 2-5 PSG                       | PSG 1-2 Montpellier H. (L1)                          |                                              |                                                |                                                |                                  |
| 45     | 2014-2015                  | Exempt                      | Exempt                    | Exempt                                          | (L1) Montpellier H. 0-3 PSG                       | PSG 2-1 G. Bordeaux (L1)                             | PSG 2-0 FC Nantes (L1)                       | PSG 2-0 AS Monaco (L1)                         | PSG 4-1 AS St-Étienne (L1)                     | PSG 1-0 AJ Auxerre (L2)          |
| 46     | 2015-2016                  | Exempt                      | Exempt                    | Exempt                                          | (CFA) Wasquehal 0-1 PSG                           | PSG 2-1 Toulouse FC (L1)                             | PSG 3-0 O. lyonnais (L1)                     | (L1) AS St-Étienne 1-3 PSG                     | (L1) FC Lorient 0-1 PSG                        | (L1) O. Marseille 2-4 PSG        |
| 47     | 2016-2017                  | Exempt                      | Exempt                    | Exempt                                          | PSG 7-0 SC Bastia (L1)                            | (L1) Stade rennais 0-4 PSG                           | (L2) Chamois niortais 0-2 PSG                | (NAT) US Avranches 0-4 PSG                     | PSG 5-0 AS Monaco (L1)                         | PSG 1-0 SCO Angers (L1)          |
| 48     | 2017-2018                  | Exempt                      | Exempt                    | Exempt                                          | (L1) Stade rennais 1-6 PSG                        | PSG 4-2 EA Guingamp (L1)                             | (L2) FC Sochaux-Montbéliard 1-4 PSG          | PSG 3-0 O. Marseille (L1)                      | (L1) SM Caen 1-3 PSG                           | (NAT) Les Herbiers VF 0-2 PSG    |
| 49     | 2018-2019                  | Exempt                      | Exempt                    | Exempt                                          | (N3) GSI Pontivy 0-4 PSG                          | PSG 2-0 RC Strasbourg (L1)                           | (NAT) FC Villefranche 0-3 (ap) PSG           | PSG 3-0 Dijon FC (L1)                          | PSG 3-0 FC Nantes (L1)                         | (L1) Stade rennais 2-2 (6-5) PSG |
| 50     | 2019-2020                  | Exempt                      | Exempt                    | Exempt                                          | (R1) ESA Linas-Montlhéry 0-6 PSG                  | (L1) FC Lorient 0-1 PSG                              | (N) Pau FC 0-2 PSG                           | (L1) Dijon FC 1-6 PSG                          | (L1) O. lyonnais 1-5 PSG                       | PSG 1-0 AS St-Étienne (L1)       |
| 51     | 2020-2021                  | Exempt                      | Exempt                    | Exempt                                          | (L2) SM Caen 0-1 PSG                              | (L1) Stade brestois 29 0-3 PSG                       | PSG 3-0 Lille OSC (L1)                       | PSG 5-0 Angers SCO (L1)                        | (L1) Montpellier HSC 2-2 (5-6) PSG             | (L1) AS Monaco 0-2 PSG           |
| 52     | 2021-2022                  | Exempt                      | Exempt                    | Exempt                                          | (N3) Entente Feignies-Aulnoye 0-3 PSG             | (N2) Vannes OC 0-3 PSG                               | PSG 0-0 (5-6) OGC Nice (L1)                  |                                                |                                                |                                  |
| 53     | 2022-2023                  | Exempt                      | Exempt                    | Exempt                                          | (N) LB Châteauroux 1-3 PSG                        | (R1) US Pays de Cassel 0-7 PSG                       | Olympique de Marseille (L1) 2-1 PSG          |                                                |                                                |                                  |
| 54     | 2023-2024                  | Exempt                      | Exempt                    | Exempt                                          | (R1) US Revel 0-9 PSG                             | (N) US Orléans 1-4 PSG                               | PSG 3-1 Stade Brestois (L1)                  | PSG 3-1 OGC Nice (L1)                          | PSG 1-0 Stade Rennais FC (L1)                  | (L1) Olympique Lyonnais 1-2 PSG  |
|        | Saison                     | 5e tour                     | 6e tour                   | 7e tour                                         | Trente-deuxième de finale                         | Seizième de finale                                   | Huitième de finale                           | Quart de finale                                | Demi-finale                                    | Finale                           |

Légende : (-) = Tirs au but (avec prolongation préalable) ; (ap) = après prolongation ; (r) = match rejoué.
      Victoire finale ;       Qualification ;       Élimination

### Bilan des confrontations en Coupe de France
| Club                        | Matchs | V   | N  | D  | Bp  | Bc  | Diff | Premier match                                    | Dernier match                              |
| --------------------------- | ------ | --- | -- | -- | --- | --- | ---- | ------------------------------------------------ | ------------------------------------------ |
| Olympique de Marseille      | 13     | 11  | 1  | 1  | 26  | 11  | +15  | Coupe de France 1974-1975, Quart de finale aller | Coupe de France 2017-2018, Quart de finale |
| FC Nantes                   | 11     | 9   | 0  | 2  | 22  | 10  | +12  | Coupe de France 1980-1981, 16e de finale aller   | Coupe de France 2018-2019, Demi-finale     |
| RC Lens                     | 10     | 4   | 2  | 4  | 18  | 13  | +5   | Coupe de France 1974-1975, Demi-finale           | Coupe de France 2010-2011, 32e de finale   |
| Girondins de Bordeaux       | 8      | 5   | 1  | 2  | 14  | 7   | +7   | Coupe de France 1981-1982, Quart de finale aller | Coupe de France 2014-2015, 16e de finale   |
| AS Monaco                   | 8      | 5   | 0  | 3  | 12  | 7   | +5   | Coupe de France 1978-1979, 16e de finale aller   | Coupe de France 2020-2021, Finale          |
| FC Sochaux-Montbéliard      | 8      | 4   | 0  | 4  | 13  | 11  | +2   | Coupe de France 1974-1975, 8e de finale aller    | Coupe de France 2017-2018, 8e de finale    |
| RC Strasbourg               | 8      | 5   | 1  | 2  | 11  | 3   | +8   | Coupe de France 1982-1983, 8e de finale aller    | Coupe de France 2018-2019, 16e de finale   |
| AS Nancy-Lorraine           | 7      | 4   | 1  | 2  | 15  | 8   | +7   | Coupe de France 1973-1974, 16e de finale aller   | Coupe de France 1994-1995, Quart de finale |
| AJ Auxerre                  | 7      | 3   | 0  | 4  | 6   | 12  | -6   | Coupe de France 1995-1996, 8e de finale          | Coupe de France 2014-2015, Finale          |
| Olympique lyonnais          | 6      | 2   | 1  | 3  | 10  | 8   | +2   | Coupe de France 1975-1976, Quart de finale aller | Coupe de France 2015-2016, 8e de finale    |
| Montpellier HSC             | 5      | 3   | 1  | 1  | 7   | 4   | +3   | Coupe de France 1984-1985, 32e de finale         | Coupe de France 2014-2015, 32e de finale   |
| 5 clubs à 4 confrontations  | 20     | 15  | 4  | 1  | 58  | 19  | +39  | -                                                | -                                          |
| 13 clubs à 3 confrontations | 39     | 31  | 2  | 6  | 76  | 30  | +46  | -                                                | -                                          |
| 15 clubs à 2 confrontations | 30     | 19  | 7  | 4  | 57  | 32  | +25  | -                                                | -                                          |
| 54 clubs à 1 confrontation  | 54     | 50  | 2  | 2  | 145 | 28  | +117 | -                                                | -                                          |
| Total                       | 233    | 165 | 28 | 40 | 485 | 203 | +282 |                                                  |                                            |

| Résultat                     | Nombre |
| ---------------------------- | ------ |
| Vainqueur                    | 16     |
| Finaliste                    | 5      |
| Demi-finaliste               | 2      |
| Quart de finaliste           | 7      |
| Huitième de finaliste        | 8      |
| Seizième de finaliste        | 10     |
| Trente-deuxième de finaliste | 5      |
| Total                        | 53     |

Le Paris Saint-Germain est le club comptabilisant le plus de Finales (21), ainsi que de victoires finales (16) dans la compétition.